# L'onada (Oteiza)
L'Onada o La Ola és una escultura de l'escultor basc Jorge Oteiza, erigida a la Plaça dels Àngels, del barri del Raval de Barcelona, just davant del Museu d'Art Contemporani (Macba). Va ser inaugurada oficialment el 13 de juliol de 1998. L'obra és una donació de l'autor a la Fundació MACBA. Va ser esculpit al taller de Pere Casanova de Mataró, i finançada per l'empresa Media Planning. El contrast del seu color fosc amb el blanc de l'edifici ressalta la sinuositat d'una obra realitzada per Oteiza al final de la seva trajectòria artística. L'escultura parteix d'un model de bronze de cinc centímetres d'alçada que el mateix autor havia fet el 1957. Oteiza va voler recuperar-la del seu taller, on havia quedat emmagatzemada des que va deixar de crear escultures el 1959 per centrar-se en activitats teòriques.

## Descripció
És fixat sobre el pòdium que hi ha davant la façana del MACBA, a la plaça dels Àngels de Barcelona, aquesta obra de Jorge Oteiza s'ha convertit en una icona d'aquest edifici construït per l'arquitecte Richard Meier. Quan el 1998, tres anys després de la inauguració del museu, Oteiza va ser convidat a produir una obra, va decidir que volia posar-la en diàleg amb l'estil arquitectònic de Meier, que ell considerava d'un racionalisme proper a Le Corbusier i amb el qual se sentia molt afí. En aquest context, va decidir produir una gran onada d'alumini negre formada per poliedres i plans oblics i fer-la jugar amb l'alternança de llum i ombra que crea damunt l'obra la façana del Museu.
La ola, que va ser produïda al taller de l'arquitecte i escultor Pere Casanovas de Mataró, parteix d'un model de bronze de cinc cm d'alçada fet per Oteiza el 1957. En aquells anys, l'escultor basc experimentava amb formats petits i amb figures com cubs i poliedres en què produïa incisions còncaves i convexes, com suggereixen les formes d'aquesta obra. Oteiza va recuperar aquesta maqueta del seu taller, on havia quedat emmagatzemada des que va abandonar la producció escultòrica l'any 1959 per dedicar-se de ple a activitats teòriques. En l'època en què l'artista va fer aquesta maqueta, bona part de la seva producció era de dimensions molt petites; de vegades consistia en simples maquetes de cartró o guix que després fonia a la mateixa mida. Quan, el 1998, va decidir traslladar la peça seleccionada a escala monumental, li va fer menester cinc maquetes més i una sisena de fusta, de mida real. «L'Onada» condensa la visió d'Oteiza de les onades del mar que va interpretar en clau geomètrica.
Mentre supervisava la instal·lació de l'obra, Oteiza va insistir que es tracta d'una peça que «dialoga amb la convexitat del Museu». Referint-se al joc d'ombres que produïa la posició del sol i de l'edifici damunt l'obra, hi va afegir: «En basc, l'ombra es diu itxal, que significa el poder de l'ésser, no la manca de llum. L'ombra és el poder de la llum: com més ombra hi ha, més presència lluminosa tenim». Tant en la seva obra escultòrica experimental com en els seus textos i manifestos teòrics, Oteiza sempre va entendre l'escultura com un procés de recerca metafísica i espiritual. «Tot està en l'ocupació dels espais. Pot passar que l'obra absorbeixi l'entorn, o a l'inrevés. Jo pretenc ocupar un espai amb harmonia.»